# Tilman Riemenschneider
Tilman Riemenschneider (c. 1460 em Heiligenstadt, Turíngia — 7 de julho de 1531 em Wurtzburgo), escultor alemão, conhecido principalmente pelas suas obras em madeira e pedra. Seu mais importante campo de atuação foi toda a região da Francônia, principalmente a cidade de Wurtzburgo. Suas obras abrangem o período de transição entre os fins da época Gótica e do Renascimento.

## Obras
A maior parte das suas obras encontram-se no Mainfränkisches Museum na cidadela Marienberg em Wurtzburgo com 81 peças. 
Segue-se uma coletânea das obras mais importantes:

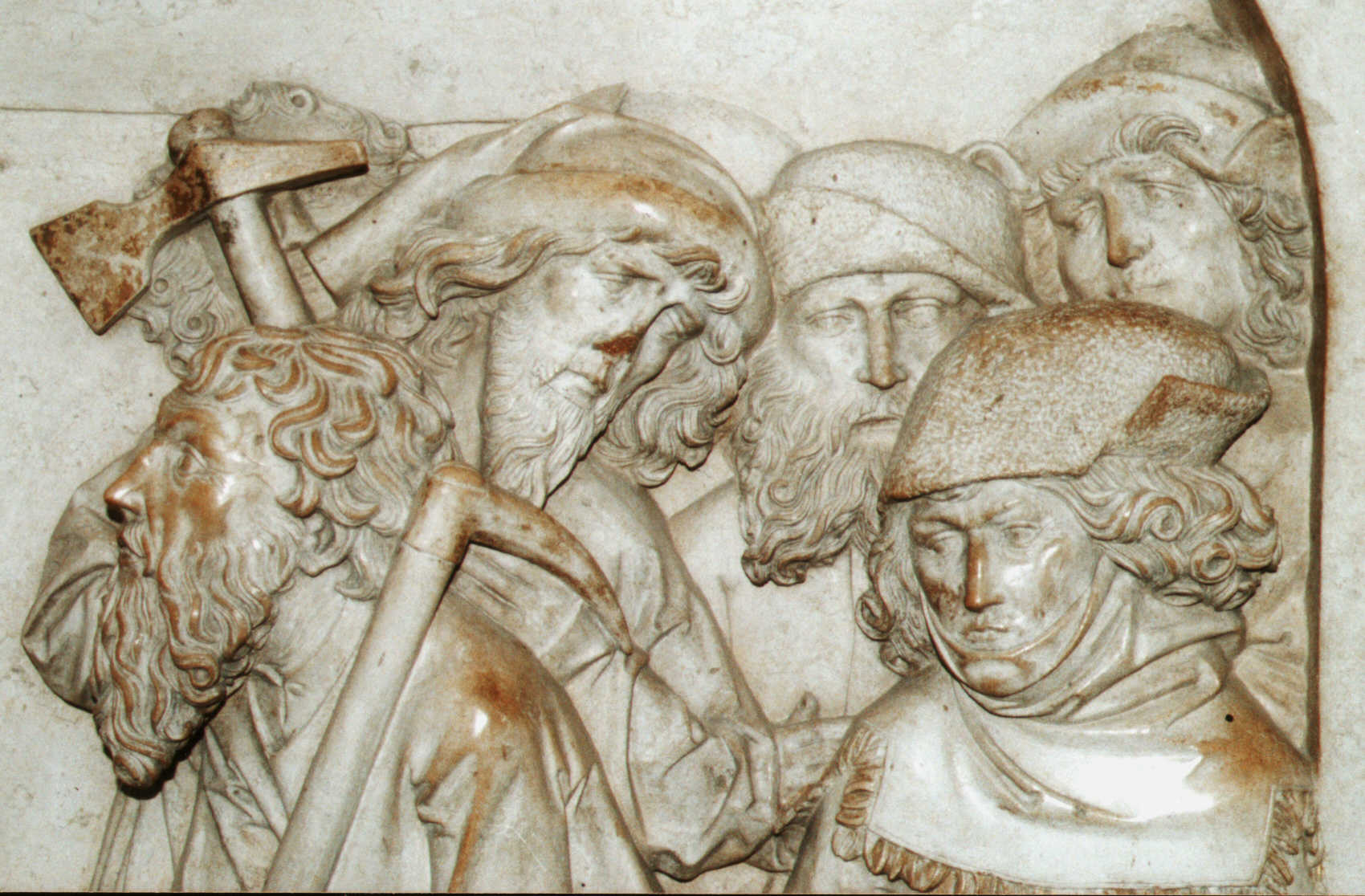
Detalhe da sepultura imperial na Catedral de Bamberg

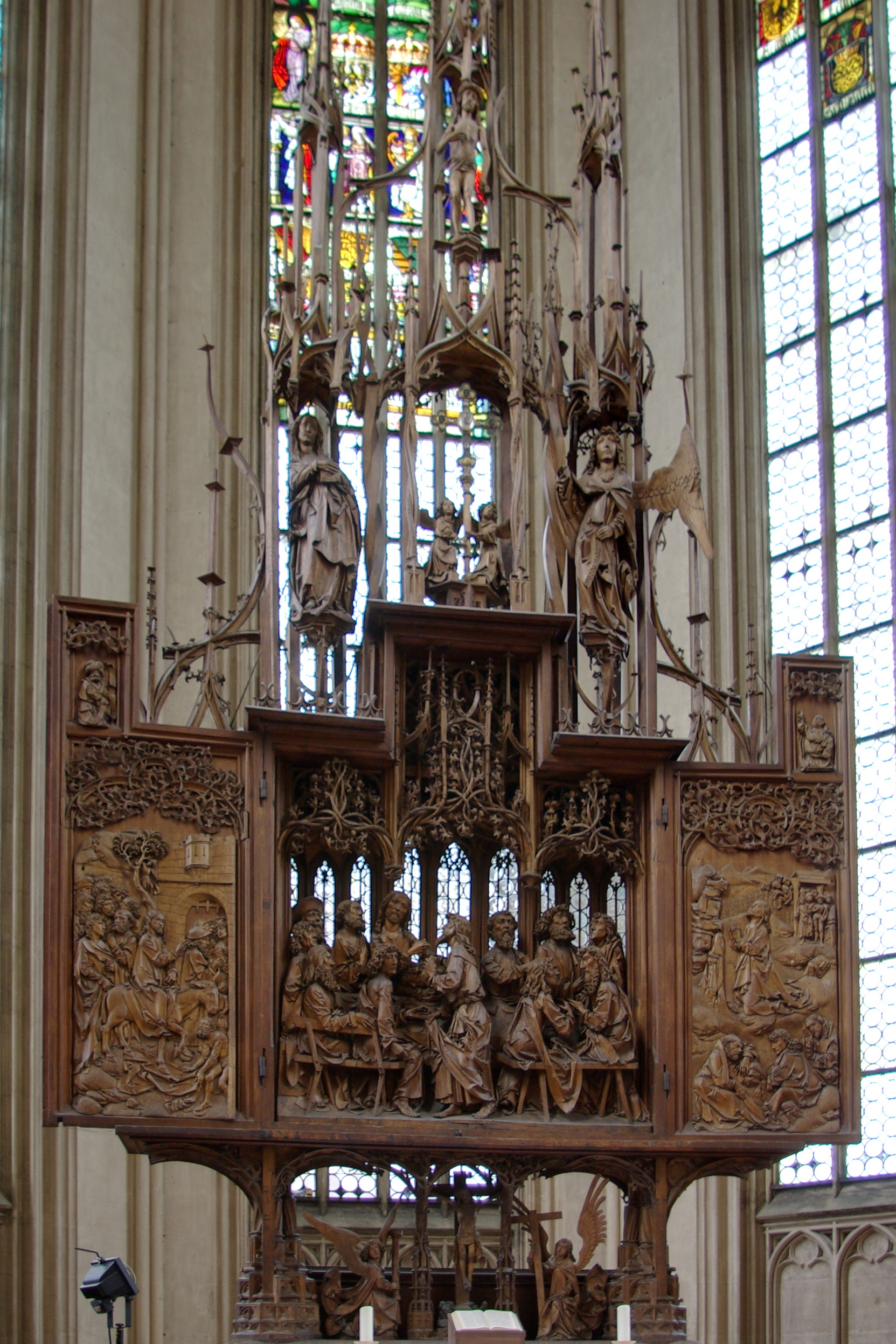
Altar sangue de cristo em Rothemburg ob der Tauber

- Hassenbacher Vesperbild, Hassenbach, Igreja Paroquial, por volta de 1490, madeira (tília)
- Altar de despedida dos apóstolos (Apostel-Abschiedsaltar), Kleinschwarzenlohe perto de Nuremberga, Allerheiligenkirche, 1491
- Peça de encaixe para o altar de Maria Madalena com anjos (Magdalenenretabel), Münnerstadt, 1490/92
- Adão e Eva, Wurtzburgo, Mainfränkisches Museum, 1491/93, escultura em pedra (arenito)
- Sepultura do bispo Rudolf von Scherenberg, Catedral de Wurtzburg, 1496/99
- Sepultura imperial, Catedral de Bamberg, 1499/1513
- Santa Ana e seus três maridos, Munique, Bayerisches Nationalmuseum, 1505/1510, madeira
- Virgem Maria enlutada do vilarejo Acholshausen (Trauernde Maria aus Acholshausen), Wurtzburgo, Mainfränkisches Museum, por volta de 1505
- Altar da virgem Maria do vilarejo de Creglingen (Creglinger Marienaltar), por volta de 1505/08, madeira (tília)
- Altar dos apóstolos, altar dos padres paroquiais, altar da anunciação, Bibra perto de Meiningen, St.-Leo-Kirche, por volta de 1500, madeira (tília)
- Crucifixo, Eisingen (Baviera), Igreja paroquial St. Nikolas, por volta de 1500/1505
- Altar sangue de cristo (Heilig-Blut-Altar), Rothenburg ob der Tauber, Jakobskirche, 1501 até 1505, madeira (tília)
- Altar dos doze apóstolos (Zwölfbotenaltar), originalmente de Windsheim, St.-Kilians-Kirche, 1509, atualmente encontra-se no Kurpfälzisches Museum em Heidelberg.
- Altar da Crucificação (Kreuzigungsaltar), originalmente na Igreja de Detwang, 1510/13, atualmente encontra-se no Kurpfälzisches Museum em Heidelberg
- Sepultura do bispo Lorenz von Bibra, Catedral de Wurtzburgo, 1520/22
- Madona do Rosário (Madonna im Rosenkranz), Igreja de peregrinação "Maria im Weingarten" perto de Volkach, por volta de 1521/24
- Lamento por Cristo (Beweinung Christi), Igreja conventual de Maidbronn perto de Wurtzburgo, 1525